# Greig Laidlaw
Pour les articles homonymes, voir Laidlaw.

a Compétitions nationales et continentales officielles uniquement.

b Matchs officiels uniquement.
Dernière mise à jour le 14 novembre 2024.
Greig David Laidlaw, né le 12 octobre 1985 à Édimbourg (Écosse), est un joueur international écossais de rugby à XV évoluant principalement au poste de demi de mêlée, parfois au poste de demi d'ouverture auquel il est formé. 
Il a notamment joué au sein d'Édimbourg Rugby de 2005 à 2014, à Gloucester Rugby de 2014 à 2017, à l'ASM Clermont Auvergne de 2017 à 2020 ainsi qu'aux NTT Shining Arcs de 2020 à 2023.
De 2010 à 2019 il joue en équipe d'Écosse dont il est au moment de sa retraite internationale le joueur ayant le plus souvent porté le brassard de capitaine avec 39 capitanats.
Après sa carrière de joueur, il devient entraîneur.
Il est le neveu de l'ancien international écossais Roy Laidlaw.

## Biographie

### En club
Greig Laidlaw a évolué de 2005 à 2014 avec la franchise d'Édimbourg Rugby.
Il s'est engagé pour la saison 2014-2015 avec l'équipe anglaise de Gloucester Rugby. Dès sa première saison avec le club anglais, il remporte le Challenge européen, inscrivant 14 des 19 points marqués par son équipe en finale face à Édimbourg Rugby.
Arrivé à Clermont en 2017, il y devient rapidement performant, malgré une saison 2017-2018 difficile pour son équipe, obtenant notamment à plusieurs reprises le capitanat en l'absence de Morgan Parra, qui reste devant lui dans la hiérarchie des demis de mêlée, et retrouvant sa polyvalence occasionnelle au poste de demi d'ouverture. Il remporte pour la deuxième fois de sa carrière le Challenge européen en 2019 face au Stade rochelais.
Évoluant ensuite au Japon au sein des Urayasu D-Rocks, il y joue durant trois saisons et annonce en avril 2023 la fin de sa carrière de joueur. Par la suite, il devient entraîneur adjoint dans ce club durant la saison 2024 avant de devenir entraîneur principal à l'issue de cette saison.

### En équipe nationale
International avec l'équipe d'Écosse des moins de 19 ans, des moins de 21 ans et l'équipe A, Greig Laidlaw joue son premier match avec l'équipe d'Écosse en novembre 2010 contre la Nouvelle-Zélande à Murrayfield. Il est appelé en janvier 2011 au sein du XV du Chardon pour disputer le Tournoi des Six Nations 2011 mais ne joue aucun match. Il fait partie du groupe pour disputer le Tournoi des Six Nations 2012.
Lors du Tournoi des Six Nations 2013, il est un des grands artisans de la troisième place de l'équipe d'Écosse, terminant deuxième meilleur marqueur du Tournoi avec 61 points (5 transformations et 17 pénalités). Durant la tournée d'automne 2013, Laidlaw devient le capitaine du XV du Chardon, face à l'Afrique du Sud.
Le 8 novembre 2014, il inscrit 14 points lors de la victoire de l'Écosse face à l'Argentine à Murrayfield, lui permettant de devenir le troisième meilleur marqueur écossais de tous les temps avec 276 points.
Laidlaw est le capitaine du XV du Chardon pour la Coupe du monde 2015, compétition durant laquelle il inscrit 79 points dont l'essai de la victoire face aux Samoa, permettant à son équipe de se qualifier pour les quarts de finale. Il fait partie des six nommés pour l'élection du meilleur joueur de l'année 2015, récompense remportée par le Néo-zélandais Dan Carter.
Il est sélectionné pour le Tournoi des Six Nations 2017. Il joue les deux premiers matchs du Tournoi, avant d'être contraint de déclarer forfait pour la suite de la compétition à cause d'une blessure à la cheville.
Après 76 sélections et 714 points inscrits avec l'équipe d'Écosse, il annonce le 19 décembre 2019 sa retraite internationale. À ce moment, il est le joueur international écossais ayant le plus souvent porté le brassard de capitaine avec 39 capitanats.

## Statistiques en équipe nationale
- 76 sélections (68 fois titulaire, 8 fois remplaçant)
- 714 points (5 essais, 106 transformations, 159 pénalités)
- 39 fois capitaine
- Sélections par année : 1 en 2010, 1 en 2011, 11 en 2012, 11 en 2013, 10 en 2014, 12 en 2015, 10 en 2016, 2 en 2017, 8 en 2018, 10 en 2019
- Tournois des Six Nations disputés : 2012, 2013, 2014, 2015, 2016, 2017, 2018, 2019

En Coupe du monde :
- 2015 : 5 sélections (Japon, États-Unis, Afrique du Sud, Samoa, Australie), 79 points (1 essai, 13 transformations, 16 pénalités)
- 2019 : 3 sélections (Irlande, Samoa, Japon), 19 points (1 essai, 4 transformations , 2 pénalité)

## Palmarès
- Vainqueur du Challenge européen en 2015 avec Gloucester Rugby.
- Vainqueur du Challenge européen en 2019 avec l'ASM Clermont.
- Finaliste du Championnat de France en 2019 avec l'ASM Clermont.